# 南部外茂起
南部 外茂起（なんぶ ともき、1893年（明治26年）4月8日 - 1988年（昭和63年）10月18日）は、大日本帝国陸軍軍人。最終階級は陸軍少将。

## 経歴
1893年（明治26年）に南部頼精の次男として生まれ、叔父・南部辰丙陸軍中将の養子となった。陸軍士官学校第26期卒業。1938年（昭和13年）6月に第11軍高級副官に就任して日中戦争に出動し、1940年（昭和15年）3月9日に陸軍歩兵大佐に進級した。同年8月1日に歩兵第157連隊長（東部軍・第61独立歩兵団）に転じ、第61独立歩兵団を基幹に第61師団（第13軍）が編制されると、南京に駐屯し同地の守備に任じた。
1945年（昭和20年）2月20日に歩兵第55旅団長（第60師団）に就任し、6月10日に陸軍少将に進級。蘇州周辺の守備に任じて終戦を迎えた。
1947年（昭和22年）11月28日、公職追放仮指定を受けた。